# Elena Varzi
Elena Varzi, née le 27 février 1920 à Rome et morte le 1er septembre 2014 à Sperlonga est une actrice italienne.

## Biographie
Elena Varzi est née à Rome. Malgré son passé d'actrice non professionnelle, elle fait ses débuts dans le rôle principal de la comédie néoréaliste d'après-guerre de Renato Castellani, È primavera,.
En 1950, son second rôle comme la maîtresse d'un bandit sicilien dans le film de  Pietro Germi Le Chemin de l'espérance est loué par la critique. Elle rencontre Raf Vallone sur ce plateau. Il deviendra son mari et elle aura avec lui trois enfants : Eleonora l'aînée, et les jumeaux Saverio et Arabella,. Après avoir contribué à quelques autres films, toujours à l'écran avec son mari, elle abandonne le cinéma vers le milieu des années 1950 pour se consacrer à sa famille. Son mari est mort en 2002.

## Filmographie
- 1950 : È primavera, de Renato Castellani : Maria Antonia
- 1950 : Le Chemin de l'espérance (Il cammino della speranza), de Pietro Germi : Barbara Spadaro
- 1951 : Le Christ interdit (Il Cristo proibito), de Curzio Malaparte : Nella
- 1952 : L'Emprise du destin (Los ojos dejan huellas), de José Luis Sáenz de Heredia : Berta
- 1952 : Onze heures sonnaient (Roma ore 11), de Giuseppe De Santis : Adriana
- 1953 : Les Héros du dimanche (Gli eroi della domenica), de Mario Camerini : Mariolina
- 1954 : Torpilles humaines (Siluri umani), de Leonviola : Anna Avanzi
- 1954 : Orage (Delirio), de Pierre Billon et Giorgio Capitani : Elena
- 1999 : Toni, de Philomène Esposito : Sylvana